# Pombeiro da Ribavizela
Pombeiro de Ribavizela ist eine Gemeinde (Freguesia) im portugiesischen Kreis Felgueiras. In ihr leben 2073 Einwohner (Stand 19. April 2021).